# Coccinella undecimpunctata
Coccinella undecimpunctata, la mariquita de once puntos, es originaria de Asia central, aunque se encuentra comúnmente en Europa y anteriormente en América del Norte, ya que sus poblaciones están disminuyendo. Pertenece a la familia Coccinellidae, comúnmente conocida como mariquitas en España (catarina en México, chinita en Chile, vaquita de San Antonio en Argentina y Uruguay, petaca en Colombia, tortolita en Guatemala o cotorrita en Cuba).

## Descripción
C. undecimpunctata es una mariquita con once puntos negros que se encuentran en sus élitros anaranjados. Su tamaño puede oscilar entre 4,0 y 5,0 mm. Puede parecer que este escarabajo tiene seis manchas en cada élitro, sin embargo, la mancha negra en el centro de los élitros, justo detrás del pronoto, cuenta como solo una.

## Distribución
Endémica del Paleártico: Europa, África del Norte, Rusia europea, el Cáucaso, Siberia, el Lejano Oriente ruso, Ucrania, Moldavia, Kazajstán, Asia Central, Asia occidental, Afganistán, Mongolia, China, Pakistán, India del Norte. C. undecimpunctata se ha introducido en Australia como agente de control biológico. Se ha dicho que C. undecimpunctata también se introdujo en Nueva Zelanda como una forma de control de plagas, sin embargo, se ha demostrado que esto es falso.

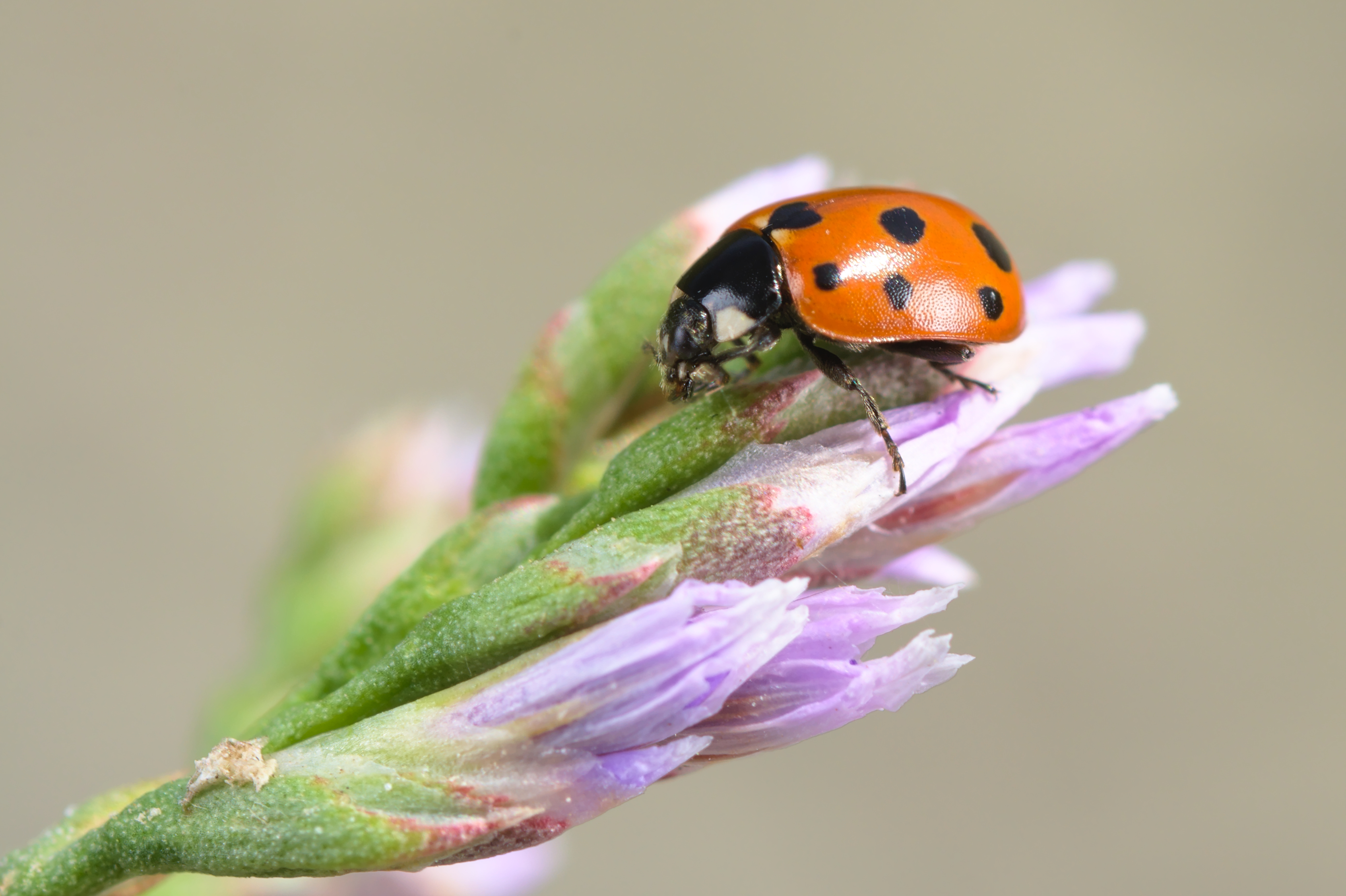
C. undecimpunctata

## Hábitat y alimentación
C. undecimpunctata se alimenta de pulgones asociados con pastos: en campos, en biotopos ruderales, en estepas (incluida la Estepa panónica), canteras de piedra, terrenos baldíos, bordes de bosques secos, en praderas costeras, en hábitats abiertos con pastos y cerca de ríos. Frecuentemente en biotopos con Ammophila arenaria también la encontramos en suelos aluviales, detritos, sobre pastos muertos y en biotopos con Salix purpurea. Es resistente a la sal y puede alimentarse de pulgones que parasitan a Atriplex tatarica y otros pastos asociados con áreas salinas.

## Biología

### Reproducción
C. undecimpunctata se reproduce sexualmente y tiene tendencia a canibalizar los huevos de otras parejas. Hacen esto porque mejora la viabilidad de sus propios óvulos , aumenta su fecundidad y disminuye el tiempo de desarrollo de la descendencia restante. Sin embargo, estos beneficios dependen de qué sexo canibaliza los óvulos: la canibalización paterna aumenta la fecundidad y la viabilidad de los óvulos, mientras que la canibalización materna solo aumenta la viabilidad de los óvulos. Si ambos padres canibalizan los huevos, el tiempo de pupa y desarrollo general disminuye.

### Enfermedad
Wolbachia es un género de bacterias heredadas por vía materna que infesta principalmente a artrópodos. Esta bacteria mata a los descendientes masculinos en el huevo, favoreciendo a las hembras. Si los huevos del huésped se exponen a un tratamiento térmico, la bacteria muere y no deja rastro molecular.

## Relación con los humanos

### Como forma de control de plagas
Las mariquitas se utilizan como una forma de control para diversas plagas de diversos modos, ya sea que se utilicen dentro de una casa para plantas de decoración, en un jardín como alimento o en entornos más industriales. Este control biológico es menos dañino que el uso de insecticidas, que pueden tener efectos negativos o incluso peligrosos para la planta, para los insectos benéficos e incluso para los humanos. Se ha demostrado que C. undecimpunctata es una excelente medida de control de plagas para las cochinillas del algodón (Phenacoccus solenopsis), aunque las hembras tienden a comer más a lo largo de su vida que los machos. C. undecimpunctata, es sobre todo conocida por su uso como control de plagas de pulgones. 

### Insecticidas
Con frecuencia el control biológico y el control químico de plagas se utilizan simultáneamente,en la mayor parte de los casos no se tiene en cuenta la fauna natural de la zona cuando se utilizan insecticidas: Clorpirifós , Deltametrina y Spinosad son insecticidas que se usan habitualmente sobre una presa común de la C. undecimpunctata, el pulgón del repollo (Brevicoryne brassicae). Si bien estos insecticidas son mucho más efectivos sobre la presa, B. brassicae, tanto el clorpirifós como el spinosad son mucho más inseguros para C. undecimpunctata que la deltametrina. Se recomiendan otros insecticidas como el pirimicarb y la pimetrozina, ya que no tienen un impacto significativo en C. undecimpunctata, donde la buprofezina , cuando se rocía sobre las larvas, reduce la tasa de supervivencia hasta la edad adulta en un 33%.